# Jack Chick
Jack Thomas Chick (Los Ángeles, 13 de abril de 1924 - Alhambra, California, 23 de octubre de 2016) fue un humorista gráfico y editor estadounidense, más conocido por sus dibujos cristianos fundamentalistas "Chick tracts". Expresaba su punto de vista sobre una variedad de temas a través de obras morales de arte secuencial.
Muchas de las opiniones de Chick eran controvertidas, ya que sus tratados, ampliamente distribuidos, acusaban a los católicos, a los masones, a los musulmanes y a muchos otros grupos de asesinatos y conspiraciones. Sus cómics han sido descritos por el periodista Robert Ito, en la revista Los Ángeles, como "literatura de odio y sermones de fuego y piedra a partes iguales".
Los puntos de vista de Chick se han difundido sobre todo a través de los folletos y, más recientemente, en Internet. Su empresa, Chick Publications, dice haber vendido más de 750 millones de folletos, historietas, vídeos, libros y carteles diseñados para promover el protestantismo evangélico desde una perspectiva cristiana fundamentalista. Estas obras se han traducido a más de 100 idiomas.
Chick era un bautista independiente que seguía una visión dispensacionalista premilenial del Fin de los Tiempos. Creía en el movimiento solo King James, que sostiene que toda traducción inglesa de la Biblia más reciente que 1611 promueve la herejía o la inmoralidad.

## Reseña biográfica
Chick nació en 1924, en el barrio Boyle Heights, Los Ángeles, y experimentó varios problemas de salud durante su infancia. Más tarde su familia se mudó a la localidad de Alhambra, en el mismo estado, donde Chick pudo ser un activo miembro del club de actuación de su secundaria. Después de su graduación, continuó estudios de actuación en el Pasadena Playhouse School of Theater, en una carrera interrumpida por su reclutamiento militar, que lo tuvo tres años acuartelado en el Sudeste asiático y Oceanía.
Tras su servicio militar, contrajo matrimonio con Lola Lynn Priddle, quien junto a su familia facilitó el nuevo nacimiento de Jack de acuerdo a las doctrinas del protestantismo evangélico, mediante la audición del programa radial de Charles E. Fuller, La Hora del Avivamiento. Al respecto el dibujante recordaba:

Dios ya estaba trabajando en mi corazón, pero cuando Fuller dijo: «Si vuestros pecados fueren como la grana, como la nieve serán emblanquecidos», caí de rodillas y mi vida fue transformada para siempre
Testimonio de Jack Chick publicado en la biografía oficial de Chick Publications.

Comenzó a trabajar como ilustrador técnico en la AstroScience Corporation (entidad dedicada a la producción de material didáctico para la enseñanza de las ciencias) en El Monte, California, pero se sentía insatisfecho, por lo que, al poco tiempo, y tras leer el libro Poder de lo Alto (en inglés Power From On High), de Charles Finney, sintió la necesidad de hacer algo para despertar a los cristianos evangélicos. Al respecto el propio Chick afirma:

Ese libro dio un nuevo impulso a mi vida. Fui a la iglesia y vi frialdad e hipocresía, y pensé: «Es por eso que no hay avivamiento». De manera que comencé a hacer estos pequeños dibujos. Sentía una gran necesidad de despertar a los cristianos para orar por avivamiento
Testimonio de Jack Chick publicado en la biografía oficial de Chick Publications

Pero ninguna editora evangélica o protestante estuvo dispuesta a publicar su primera historieta, de modo que solicitó un préstamo personal de 800 dólares para imprimir por su cuenta el primer folleto ilustrado (historieta) evangélico protestante de la historia, ¿Por qué no hay avivamiento? (en inglés Why No Revival?).
Luego escribió su primer folleto evangelístico, El sueño espantoso de un demonio (A Demon's Nightmare), con la intención de evangelizar adolescentes. No obstante, su esfuerzo particular se vería desafiado por otro evangélico fundamentalista, Bob Hammond, misionero radiodifusor de la La Voz de China y Asia, quien aseguró a Chick que multitudes de chinos se habían afiliado al Partido Comunista de China gracias a la distribución masiva de folletos ilustrados, inspirado por esa información, Jack sintió que Dios lo guiaba a usar la misma técnica para que multitudes de estadounidenses se comprometieran con el Señor Jesucristo
Chick estableció entonces su propia compañía de publicaciones, utilizando la mesa de su cocina como oficina y estudio de arte. La perseverancia de Chick fue fundamental para vencer el rechazo de las editoriales evangélicas, incluso de las librerías cristianas, que se negaban a vender sus productos, al respecto recuerda el propio empresario:

Fue una época difícil. Muchas librerías realmente estaban indignadas al ver que alguien estaba usando historietas para presentar el evangelio. Pensaban que era un sacrilegio
Testimonio de Jack Chick publicado en la biografía oficial de Chick Publications

## Controversia
Las historias elaboradas sobre la base de Rivera incluyen:
- En cada una de las seis historietas, el personaje Alberto Rivera clama que el Vaticano está detrás de muchos actos de maldad en el mundo, incluyendo la Primera Guerra Mundial y la Segunda Guerra Mundial.
- En el primer folleto, publicado en español como Alberto, Rivera explica cómo abandonó el catolicismo (se presenta a sí mismo como ex sacerdote jesuita) y detalla diversos datos que demostrarían las increíbles perversiones de lo que él habría descubierto en la que llama institución católica romana.
- En la segunda historieta, publicada en español como La Doble Cruz, Rivera relata cómo fue a Londres y rescató a su hermana de un convento. En esta historieta, también afirma que el Vaticano intenta matarlo.
- En Los Padrinos, Rivera asegura que el imperio del mal desde el Vaticano fundó nada menos que el comunismo y el nazismo, con el único objeto de destruir al judaísmo. Añade que hasta el sionismo fue creado por la institución romana y recoge infinidad de hechos históricos para mezclarlos en un relato histórico.
- En La Fuerza, el personaje Rivera relata cómo la institución católica usaría su poder oculto para destruir las almas de sus seguidores.
- En El Cuarto Jinete, Rivera vuelve a señalar que el Vaticano persigue a los cristianos y a sus organizaciones.
- En El Profeta, Rivera nos dice que la institución católica ayudó a establecer hasta al mismísimo Islam para destruir a cristianos y judíos.

Las publicaciones de Chick han sido rechazadas por protestantes de corriente liberal, por lo que han sido prohibidas en librerías cristianas de Canadá y Estados Unidos. En 2007, también han sido rechazadas en España por la Federación de Entidades Religiosas Evangélicas de España,